# Родригес, Рольдан
Рольдан Родригес Иглесиас (исп. Roldán Rodríguez Iglesias, родился 9 ноября 1984 в Вальядолиде) — испанский автогонщик.

## Карьера

### Формула-3
После выступления в Испанской Юниорской Формуле 1600 в 2002, Родригес перешёл в Испанскую Формулу-3 в 2003 и остался там на 4 года, в 2006 он занял второе место вслед за Рикардо Ризатти.

### Мировая Серия Рено
В 2004, Родригес поочередно выступал в Ф3 и Мировой Серии Рено, и набрал там 2 очка за 9 гонок.

### Тесты в Minardi и GP2
Родригес тестировал болид Minardi в 2005, которая помогала ему начиная с Евросерии 3000 в 2006 после его участия в Испанской Ф3. После того как команду купил Red Bull он продвинулся вперед. В 2007 Джанкарло Минарди пригласил его в HiTech/Piquet Sports, вместе с Алешандри Неграо. К началу 2008 он остался без команды в GP2, он заменил травмированного Михаэля Херка на последнем этапе GP2 Asia, и в итоге все же получил место в команде на сезон 2008 года, заменив Энди Соучека. Сезон он завершил на тринадцатой позиции в чемпионате выше чем в прошлом году.
Родригес вернулся в Piquet Sports на сезон 2008-09 GP2 Asia и сезон 2009 GP2.
Родригес принял участие в первом этапе сезона 2009 Евросерии 3000 на автодроме Алгарве для того чтобы получить опыт перед финалом GP2.

### Формула-1
Родригес подписал контракт тест-пилота команды Ф1 Force India на 2007-2008 года.

## Гоночная карьера

### Результаты выступлений в GP2
| Легенда к таблице |                                                                    |
| --- | ------------------------------------------------------------------ |
| В таблице перечислены результаты всех гонок, в которых принимал участие гонщик. Строками таблицы являются сезоны, столбцами — этапы соревнований. В каждой клетке указаны сокращённое название этапа и результат, дополнительно обозначенный цветом. Расшифровка обозначений и цветов представлена в нижеследующей таблице. |                                                                    |
| \| Пример \| Описание \| \| ------------ \| ------------------------------------------------------------------ \| \| 1 \| Победитель \| \| 2 \| Второе место \| \| 3 \| Третье место \| \| 5 \| Финишировал, заработав очки \| \| Сход \| Не финишировал, но при этом заработал очки \| \| 12 \| Финишировал, не получив очков \| \| НКЛ \| Финишировал, но не попал в финальную классификацию \| \| 15 \| Участвовал вне зачёта, либо по отдельной классификации \| \| 18 \| Не финишировал, но попал в финальную классификацию \| \| Сход \| Не финишировал \| \| НКВ \| Не прошёл квалификацию \| \| НПКВ \| Не прошёл предквалификацию \| \| ДСК \| Дисквалифицирован \| \| ИСК \| Исключён из протокола соревнований \| \| ТТ \| Заявлен для участия только в тренировках \| \| НС \| Участвовал в квалификации, но не стартовал в гонке \| \| Т \| Травмирован или болен \| \| ОТК \| Отказ от участия \| \| НТР \| Прибыл на соревнования, но на трассу не выезжал \| \| НПР \| Был заявлен в числе участников, но не прибыл к началу соревнований \| \| О \| Соревнования отменены \| \| \| Не участвовал \| \| Поул-позиция \| \| \| Быстрый круг \| \| |                                                                    |
| Пример | Описание                                                           |
| 1 | Победитель                                                         |
| 2 | Второе место                                                       |
| 3 | Третье место                                                       |
| 5 | Финишировал, заработав очки                                        |
| Сход | Не финишировал, но при этом заработал очки                         |
| 12 | Финишировал, не получив очков                                      |
| НКЛ | Финишировал, но не попал в финальную классификацию                 |
| 15 | Участвовал вне зачёта, либо по отдельной классификации             |
| 18 | Не финишировал, но попал в финальную классификацию                 |
| Сход | Не финишировал                                                     |
| НКВ | Не прошёл квалификацию                                             |
| НПКВ | Не прошёл предквалификацию                                         |
| ДСК | Дисквалифицирован                                                  |
| ИСК | Исключён из протокола соревнований                                 |
| ТТ | Заявлен для участия только в тренировках                           |
| НС | Участвовал в квалификации, но не стартовал в гонке                 |
| Т | Травмирован или болен                                              |
| ОТК | Отказ от участия                                                   |
| НТР | Прибыл на соревнования, но на трассу не выезжал                    |
| НПР | Был заявлен в числе участников, но не прибыл к началу соревнований |
| О | Соревнования отменены                                              |
| | Не участвовал                                                      |
| Поул-позиция |                                                                    |
| Быстрый круг |                                                                    |

| Год  | Команда                | 1          | 2          | 3        | 4          | 5          | 6        | 7          | 8        | 9        | 10         | 11         | 12       | 13       | 14         | 15         | 16         | 17       | 18         | 19       | 20         | 21       | ЛЗ | Очки |
| ---- | ---------------------- | ---------- | ---------- | -------- | ---------- | ---------- | -------- | ---------- | -------- | -------- | ---------- | ---------- | -------- | -------- | ---------- | ---------- | ---------- | -------- | ---------- | -------- | ---------- | -------- | -- | ---- |
| 2007 | Minardi Piquet Sports  | БАХ 1 Сход | БАХ 2 12   | ИСП 1 4  | ИСП 2 Сход | МОН 1 Сход | ФРА 1 16 | ФРА 2 9    | ВЕЛ 1 8  | ВЕЛ 2 11 | ЕВР 1 10   | ЕВР 2 9    | ВЕН 1 6  | ВЕН 2 3  | ТУЦ 1 11   | ТУЦ 2 8    | ИТА 1 Сход | ИТА 2 8  | БЕЛ 1 15   | БЕЛ 2 10 | ВАЛ 1 Сход | ВАЛ 2 17 | 17 | 14   |
| 2008 | Fisichella Motor Sport | ИСП 1 Сход | ИСП 2 Сход | ТУЦ 1 12 | ТУЦ 2 13   | МОН 1 6    | МОН 2 4  | ФРА 1 Сход | ФРА 2 16 | ВЕЛ 1 11 | ВЕЛ 2 Сход | ГЕР 1 18   | ГЕР 2 16 | ВЕН 1 19 | ВЕН 2 Сход | ЕВР 1 Сход | ЕВР 2 10   | БЕЛ 1 21 | БЕЛ 2 Сход | ИТА 1 6  | ИТА 2      |          | 13 | 14   |
| 2009 | Piquet GP              | ИСП 1 Сход | ИСП 2 Сход | МОН 1 11 | МОН 2 Сход | ТУЦ 1 Сход | ТУЦ 2 17 | ВЕЛ 1 12   | ВЕЛ 2 9  | ГЕР 1 2  | ГЕР 2 Сход | ВЕН 1 Сход | ВЕН 2 13 | ЕВР 1    | ЕВР 2      | БЕЛ 1      | БЕЛ 2      | ИТА 1    | ИТА 2      | АЛГ 1    | АЛГ 2      |          | 13 | 8    |

#### Результаты выступлений в GP2 Asia
| Легенда к таблице |                                                                    |
| --- | ------------------------------------------------------------------ |
| В таблице перечислены результаты всех гонок, в которых принимал участие гонщик. Строками таблицы являются сезоны, столбцами — этапы соревнований. В каждой клетке указаны сокращённое название этапа и результат, дополнительно обозначенный цветом. Расшифровка обозначений и цветов представлена в нижеследующей таблице. |                                                                    |
| \| Пример \| Описание \| \| ------------ \| ------------------------------------------------------------------ \| \| 1 \| Победитель \| \| 2 \| Второе место \| \| 3 \| Третье место \| \| 5 \| Финишировал, заработав очки \| \| Сход \| Не финишировал, но при этом заработал очки \| \| 12 \| Финишировал, не получив очков \| \| НКЛ \| Финишировал, но не попал в финальную классификацию \| \| 15 \| Участвовал вне зачёта, либо по отдельной классификации \| \| 18 \| Не финишировал, но попал в финальную классификацию \| \| Сход \| Не финишировал \| \| НКВ \| Не прошёл квалификацию \| \| НПКВ \| Не прошёл предквалификацию \| \| ДСК \| Дисквалифицирован \| \| ИСК \| Исключён из протокола соревнований \| \| ТТ \| Заявлен для участия только в тренировках \| \| НС \| Участвовал в квалификации, но не стартовал в гонке \| \| Т \| Травмирован или болен \| \| ОТК \| Отказ от участия \| \| НТР \| Прибыл на соревнования, но на трассу не выезжал \| \| НПР \| Был заявлен в числе участников, но не прибыл к началу соревнований \| \| О \| Соревнования отменены \| \| \| Не участвовал \| \| Поул-позиция \| \| \| Быстрый круг \| \| |                                                                    |
| Пример | Описание                                                           |
| 1 | Победитель                                                         |
| 2 | Второе место                                                       |
| 3 | Третье место                                                       |
| 5 | Финишировал, заработав очки                                        |
| Сход | Не финишировал, но при этом заработал очки                         |
| 12 | Финишировал, не получив очков                                      |
| НКЛ | Финишировал, но не попал в финальную классификацию                 |
| 15 | Участвовал вне зачёта, либо по отдельной классификации             |
| 18 | Не финишировал, но попал в финальную классификацию                 |
| Сход | Не финишировал                                                     |
| НКВ | Не прошёл квалификацию                                             |
| НПКВ | Не прошёл предквалификацию                                         |
| ДСК | Дисквалифицирован                                                  |
| ИСК | Исключён из протокола соревнований                                 |
| ТТ | Заявлен для участия только в тренировках                           |
| НС | Участвовал в квалификации, но не стартовал в гонке                 |
| Т | Травмирован или болен                                              |
| ОТК | Отказ от участия                                                   |
| НТР | Прибыл на соревнования, но на трассу не выезжал                    |
| НПР | Был заявлен в числе участников, но не прибыл к началу соревнований |
| О | Соревнования отменены                                              |
| | Не участвовал                                                      |
| Поул-позиция |                                                                    |
| Быстрый круг |                                                                    |

| Год     | Команда           | 1     | 2       | 3       | 4       | 5       | 6        | 7          | 8        | 9        | 10         | 11      | 12         | ЛЗ | Очки |
| ------- | ----------------- | ----- | ------- | ------- | ------- | ------- | -------- | ---------- | -------- | -------- | ---------- | ------- | ---------- | -- | ---- |
| 2008    | FMS International | ОАЭ 1 | ОАЭ 2   | ИНЗ 1   | ИНЗ 2   | МАЗ 1   | МАЗ 2    | БАХ 1      | БАХ 2    | ОАЭ 1 15 | ОАЭ 2 Сход |         |            | 29 | 0    |
| 2008-09 | Piquet GP         | КИТ 1 | КИТ 2 6 | ОАЭ 1 3 | ОАЭ 2 О | БАХ 1 6 | БАХ 2 23 | КАТ 1 Сход | КАТ 2 17 | МАЗ 1 4  | МАЗ 2 12   | БАХ 1 2 | БАХ 2 Сход | 3  | 35   |